# ピトン山
ピトン山 (Mons Piton) は、雨の海の東側、アリスティルスの北北西に位置する月の独立峰である。ピトン山の東にはカッシーニ、西北西にはピアッツィ・スミスがある。この山塊の北東にはアルプス山脈があり、月の海の北東端を形成している。
月面座標は、北緯40.6°、西経1.1°で、直径は25kmである。北西に向かって若干細長い形で、稜線は南、北西、西に延びている。標高はアルプス山脈の平均程度の2.3kmであるが、アルプス山脈最高峰で標高3.6kmのブラン山よりも低い。月の海の中に位置する独立峰であるため、明け方や夕暮れに斜めから照らされると大きな影を生じる。
南には、この山にちなんで命名された1対の衛星クレーターがある（下記参照）。南南西は、ピトン・ガンマ(γ)と呼ばれる尾根となっている。
ピトン山はテネリフェ島の山にちなんで名付けられた。

## 衛星クレーター
| ピトン | 緯度    | 経度   | 直径 |
| ------ | ------- | ------ | ---- |
| A      | 39.8° N | 1.0° W | 6 km |
| B      | 39.3° N | 0.1° W | 5 km |